# Швалёв, Александр Васильевич
Алекса́ндр Васи́льевич Швалёв (1 марта 1926, д. Русский Шуй, Новоторъяльский кантон, Марийская автономная область — 20 февраля 2007, п. Мари-Турек, Марий Эл) — марийский советский журналист, общественный деятель, член Союза журналистов СССР. Редактор Мари-Турекской районной газеты «Знамя» Марийской АССР (1964—1986). Заслуженный работник культуры РСФСР (1986), заслуженный работник культуры Марийской АССР (1981). Участник войны с Японией. Член КПСС.

## Биография
Родился 1 марта 1926 года в д. Русский Шуй ныне Новоторъяльского района Марий Эл.
10 ноября 1943 года призван в РККА. Участник войны с Японией: командир отделения, стрелкового взвода механизированной бригады на Дальнем Востоке, дослужился до майора. Демобилизовался 12 февраля 1955 года. Награждён медалями «За боевые заслуги» (1954), «За победу над Японией» (1945) и др. В 1985 году был награждён орденом Отечественной войны II степени.
В 1963 году окончил Ленинградскую высшую партийную школу. В 1964–1986 годах работал редактором Мари-Турекской районной газеты «Знамя» Марийской АССР. При нём было возведено новое здание редакции этой газеты. Избирался депутатом Мари–Турекского района 9 созывов: депутатом райсовета трудящихся X—XV, XVII созывов; депутат райсовета народных депутатов XVIII, XIX созывов.
В 1981 году ему присвоено почётное звание «Заслуженный работник культуры Марийской АССР», в 1986 году – звание «Заслуженный работник культуры РСФСР».
Умер 20 февраля 2007 года в п. Мари-Турек Марий Эл, похоронен на местном кладбище.

## Звания и награды
- Заслуженный работник культуры РСФСР (1986)[2][3]
- Заслуженный работник культуры Марийской АССР (1981)[2][3]
- Орден Отечественной войны II степени (06.04.1985)[8]
- Медаль «За боевые заслуги» (30.04.1954)[5]
- Медаль «За победу над Японией» (30.09.1945)[9]
- Юбилейная медаль «За доблестный труд. В ознаменование 100-летия со дня рождения Владимира Ильича Ленина»
- Почётная грамота Президиума Верховного Совета Марийской АССР (1976)[2][3]